# CZ.NIC
CZ.NIC z.s.p.o. je zájmové sdružení právnických osob založené předními poskytovateli internetových služeb v roce 1998, které má v současné době přes sto členů.
Hlavními činnostmi sdružení jsou provozování registru doménových jmen .cz a 0.2.4.e164.arpa (ENUM), zabezpečování provozu a rozvoj české národní domény. Mimo to se pracovníci CZ.NIC věnují řadě projektů rozvíjející internetové služby a technologie, mezi něž patří open-source routery Turris, routovací démon BIRD, autoritativní DNS server Knot DNS a Knot Resolvere nebo autentizační služba MojeID. Tyto a řada dalších projektů jsou určeny jak české internetové komunitě, tak té zahraniční.
Sdružení CZ.NIC také provozuje národní CSIRT tým České republiky – CSIRT.CZ a v rámci osvětové a vzdělávací činnosti vydává odborné a populárně naučné knihy (Edice CZ.NIC), natáčí osvětové seriály (Jak na Internet nebo Nebojte se Internetu) a provozuje vzdělávací centrum (Akademie CZ.NIC).
Sdružení CZ.NIC je členem organizace EURid, spravující evropskou doménu EU, a dalších podobně zaměřených mezinárodních společností (CENTR, ccNSO a další).

## Historie domény
Domény se v Česku registrují již od roku 1991. Tehdy to byly dnes již neexistující domény .cs pro tehdejší Československo. Registraci mělo na starosti výpočetní centrum při VŠCHT v Praze. Dnešní česká doména .cz přišla až s rozpadem Československa v roce 1993. Původní pravidla pro přidělování domén byla poměrně rigidní, což odpovídalo trendu doby. Správce tehdy zároveň pokrýval i náklady na provoz registračního systému a registrace a užívání doménových jmen druhé úrovně byly bezplatné. Funkci správce domény vykonával Jiří Orság, který ručně spravoval soubor s registrovanými doménami, zapisoval nově registrované a vyřazoval ty blokované.
Význam Internetu postupně rostl i v České republice a s ním i počet požadavků na registraci nových doménových jmen. To sebou logicky přineslo tlak na uvolnění pravidel. První zásadní zlom v tomto ohledu přišel v roce 1997 – registrovat doménová jména od té doby mohou i fyzické osoby a také se přestává zkoumat vztah žadatele k registrovanému doménovému jménu.

### Vznik
Se zvyšujícím se počtem doménových jmen, silnější pozicí Internetu v komerční sféře a také vzrůstajícími náklady na provoz systému bylo nutné proces registrace institucionalizovat. Proto v květnu 1998 významní poskytovatelé internetových služeb zastoupení ve sdružení NIX.CZ z. s. p. o. založili zájmové sdružení právnických osob CZ.NIC, z. s. p. o. V srpnu 1999 došlo na základě výběrového řízení k podpisu smlouvy se společností EUnet Czechia o správě národní domény a od 1. 9. převzal CZ.NIC oficiálně zodpovědnost za správu domény .CZ. Současně s tím se zpoplatnila registrace doménových jmen druhé úrovně. V období od září 1999 do roku 2003 docházelo k dalším úpravám a uvolňování pravidel registrace. Například se zavedl systém tzv. speciálních žádostí jako obrana proti spekulantům a v roce 2002 se umožnily registrace domén i bez funkčních jmenných serverů. Uvolnily se i do té doby blokované názvy domén shodné s koncovkami jiných domén nejvyšší úrovně.

### Vstup komerčních registrátorů
Původně CZ.NIC plnil jak roli správce registru, tak i registrátora. Zásadní změnu v tomto ohledu přinesl rok 2002, kdy bylo rozhodnuto o přechodu na efektivnější decentralizovanou správu domény. Do procesu registrace doménových jmen se díky tomu mohly zapojit další subjekty. Cílem tohoto opatření bylo především oddělit technické zabezpečení provozu registračního systému od obsluhy koncových držitelů doménových jmen a zavést do procesu registrace konkurenční prostředí, které přinese lepší služby a snižování cen.[zdroj?]
Decentralizovaný systém správy domény .cz začal fungovat na podzim roku 2003 a okamžitě do něj začali vstupovat první komerční registrátoři. Decentralizovaný systém přinesl kromě tržního prostředí a zlevnění i další zajímavé změny. Uživatelé dostali možnost registrovat domény i na dobu delší než jeden rok (maximálně 10 let), zároveň došlo k zásadnímu zabezpečení systému zejména v oblasti práv koncových držitelů. S decentralizací a souvisejícím zpřístupněním domén veřejnosti se začaly stále častěji objevovat případy doménových sporů. Sdružení v roce 2004 proto do Pravidel registrace zavedlo tzv. rozhodčí doložku. Ta umožňuje řešit spory prostřednictvím Rozhodčího soudu při Hospodářské komoře a Agrární komoře ČR. Součástí registrace se tak stalo i přijetí závazku respektovat rozhodnutí, která z řízení u Rozhodčího soudu vzejdou, což průběh sporů zjednodušilo a urychlilo.[zdroj?]

### Decentralizovaný Systém Domén nové generace
V průběhu roku 2005 sdružení CZ.NIC rozhodlo, že systém registrace a správy domén bude provozovat vlastními silami. Do této doby byla správa systému outsourcovaná. Cílem změny bylo především zajištění větší pružnosti při změnách v systému a také snížení nákladů na jeho provoz. Decentralizovaný Systém Domén nové generace (DSDng) odstartoval 1. října 2007. Přinesl okamžitý pokles velkoobchodní ceny, zjednodušení pravidel pro registraci domén .CZ a výrazný růst v počtu registrovaných domén. Po půl roce měl český Internet 400 000 domén a tempo nárůstu bylo oproti předchozímu roku dvojnásobné. DSDng stojí na softwaru FRED, který vyvinuli zaměstnanci CZ.NIC jako open source. Od září 2008 systém převzala západoafrická Angola, kterou v roce 2009 následovala Tanzanie a o rok později Faerské ostrovy, Kostarika a Estonsko.

## Právní zakotvení
Sdružení jakožto soukromý subjekt není zřízeno ani regulováni žádným zákonem. Vztahy mezi sdružením a vládou jsou řízeny prostřednictvím memorand o spolupráci a veřejnoprávních smluv. Stěžejní memorandum bylo uzavřeno v dubnu 2006 mezi CZ.NIC a Ministerstvem informatiky ČR, které z pozice ústředního orgánu státní správy pro informační technologie uznalo působnost CZ.NIC na poli provozu a správy ccTLD domény a provozu jmenných serverů. Byla rovněž zakotvena neziskovost CZ.NIC a závazek případný zisk reinvestovat do inovací a osvěty, a další pravidla ohledně provozu domény. V případě nedodržení stanovených pravidel může Ministerstvo po neuposlechnutí výzvy k nápravě přistoupit ke krajnímu řešení, kterým je odebrání pověření ke správě národní domény, po kterém by přešla správa na Ministerstvo. Po zániku Ministerstva informatiky jeho kompetence ve vztahu k CZ.NIC přešly na Ministerstvo průmyslu a obchodu.
V témže roce na podzim podepsalo sdruženi CZ.NIC smlouvu s organizací ICANN v rámci konferenci Internet Governance Forum 2006 v Athénách. Tato smlouva formalizovala spolupráci mezi CZ.NIC a ICANN a přispěla k dalšímu zvyšování stability a bezpečnosti systému doménových jmen DNS a potvrdila úlohu sdružení CZ.NIC při udržování jmenných  serverů pro doménu CZ, generování zóny pro doménu CZ a zajištění stabilního systému doménových jmen, spolupracujícího se systémem doménových jmen globálního internetu.

### Pravomoc blokovat domény
Sdružení CZ.NIC jako soukromý subjekt nemá pravomoc rozhodovat například o sporech o doménová jména. Poskytuje však potřebnou součinnost soudům, policii, finančním, živnostenským a dalším úřadům, notářům, likvidátorům, exekutorům, k té je ze zákona povinno. Součinnost má nejčastěji formu poskytnutí informací o držiteli domény, případně o doménách, které má nebo měl zaregistrované. Vždy však musí jít o konkrétní osobu či doménu a informace jsou poskytnuty výhradně pro účely řízení, které u takového orgánu probíhá. Na základě rozhodnutí takových orgánů, z nichž nejčastěji se jedná právě o soudy, pak CZ.NIC provádí úkony v souvislosti s doménou:
- blokace jména domény (držitel takové jméno domény nemůže převést na někoho jiného ani ji zrušit),
- vyřazení jména domény z DNS (jméno domény není funkční),
- změnu držitele jména domény, nebo
- zrušení registrace jména domény.

Zablokovat jméno domény v případě soudního sporu lze i na žádost žalobce, taková blokace však nemůže trvat déle než 4 měsíce a nemůže se zopakovat dříve než za rok.

## Projekty

### Turris
Projekt Turris je služba, která pomáhá uživatelům s ochranou domácí, ale i firemní sítě pomocí bezpečných síťových zařízení. Kromě funkcí běžného routeru umí tato zařízení analyzovat provoz mezi Internetem a soukromou sítí a identifikovat podezřelé datové toky. Při jejich detekci pak, podobně jako strážní věž (lat. turris – odtud název projektu), upozorní centrálu Turris na možný útok. Centrála systému umožňuje porovnat data z mnoha připojených routerů Turris a vyhodnotit nebezpečnost detekovaného provozu. V případě, že je odhalen útok, jsou vytvořeny aktualizace, které jsou distribuovány do celé sítě Turris a pomáhají tak chránit všechny její uživatele.[zdroj?]
Z projektu Turris přímo vznikly routery Turris Omnia a Turris Mox, jejichž vývoj byl financován pomocí crowdfundingu.

### DNSSEC
Na začátku roku 2008 CZ.NIC odstartoval zkušební provoz zabezpečovací technologie DNSSEC; ostré spuštění v doménách .CZ se uskutečnilo na podzim roku 2008. Česká republika byla teprve pátou zemí, která tuto bezpečnostní technologii zavedla. V současnosti patří česká národní doména s 60 procenty zabezpečených domén mezi gTLD s nejvyšším využitím DNSSEC.

### Háčkyčárky.cz
Od roku 2004 sdružení věnuje pozornost systému doménových jmen s diakritikou – IDN.[zdroj?] V souvislosti s tím CZ.NIC provozuje projekt „Háčkyčárky.cz“, na kterém si uživatelé Internetu mohou vyzkoušet, zda jsou jejich prohlížeče a systémy na diakritiku v doménách připraveny.

### FRED
FRED (zkratka pro Free Registry for ENUM and Domain) je registrační systém pro správu domén, který vyvinuli zaměstnanci CZ.NIC jako open source. Pro správu domén byl poprvé nasazen v roce 2006, a to konkrétně pro správu českých ENUM domén. V roce 2007 začal být FRED využíván pro doménu .cz, čímž došlo ke zrychlení a zlevnění registračního procesu. Vedle České republiky je registrační systém FRED využívaný pro správu domén i v dalších zemích (k březnu 2021 jsou to Albánie, Angola, Argentina, Bosna a Hercegovina, Kostarika, Macao, Malawi, Lesotho, Severní Makedonie, Tanzanie).

### BIRD
Open source routovací démon BIRD vznikl na půdě Matematicko-fyzikální fakulty Univerzity Karlovy jako seminární práce tří studentů (byl mezi nimi i současný výkonný ředitel CZ.NIC Ondřej Filip). K jeho významnému rozvoji došlo v roce 2009, kdy se BIRD stal jednou z prvních aktivit Laboratoří CZ.NIC. Tento routovací démon je jedním z nejpoužívanějších řešení v peeringových centrech na celém světě; jeho schopnosti využívají například americký PAIX, moskevský MSK-IX, frankfurtský DE-CIX, či Londýnský LINX. Právě zástupci posledně jmenovaného směrovacího uzlu udělili BIRDovi v roce 2010 významné ocenění LINX Award 2010.

### MojeID

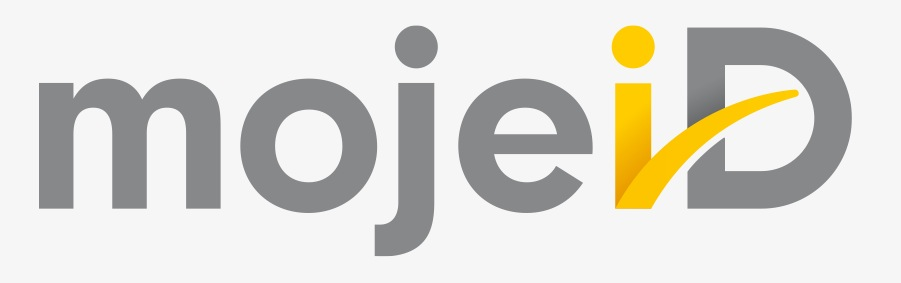
Logo Mojeid

MojeID je služba, která dává uživatelům českého Internetu možnost používat pro přihlašování na různé internetové stránky a k různým webovým službám jednotné přihlašovací údaje (uživatelské jméno a heslo). MojeID je možné využívat u všech služeb, jejichž provozovatelé podporují přímo službu MojeID či alespoň technologii OpenID. Služba umožňuje udržovat údaje uživatelů na jednom bezpečném místě a stále aktuální.
V porovnání s OpenID má ale MojeID jednu zásadní přednost a tou jsou různé stupně ověření identit. V prvním stupni je ověřeno, že uživatel má skutečně přístup do uvedené e-mailové schránky a k mobilnímu telefonu, které zadal při registraci. V druhém stupni si může uživatel požádat o zaslání dalšího ověřovacího kódu na svoji poštovní adresu. Nejvyšším stupněm ověření je potom takzvaná validace, při které dojde k ověření identity uživatele buď na základě osobní návštěvy v CZ.NIC nebo pomocí platného elektronického podpisu, či úředně ověřené písemné žádosti.
MojeID v rámci domény .CZ nyní využívá a nabízí velké množství e-shopů, zpravodajských serverů, ale přidávají se i obce, které autentifikační systém využívají například při rychlých průzkumech či hlasování mezi obyvateli. Od roku 2020 si mohou uživatelé této služby propojit svůj účet s Národním bodem pro identifikaci a autentizaci (NIA) a využívat tak elektronických služeb státu.

### Knot DNS
Knot DNS je výkonný ryze autoritativní DNS server podporující všechny hlavní funkce protokolu DNS včetně transferů zón, dynamických updatů a DNSSEC rozšíření. Hlavními přednostmi tohoto open source řešení jsou výkon, škálovatelnost, rychlost a možnost přidávat a odebírat zóny za běhu bez výpadku v provozu serveru. Knot DNS byl představen české i mezinárodní veřejnosti v listopadu roku 2011. O čtyři měsíce později vydal CZ.NIC jeho první ostrou verzi. V Laboratořích CZ.NIC je také od roku 2016 vyvíjen rekurzivní DNS resolver Knot Resolver.

### Národní bezpečnostní tým CSIRT.CZ
Na základě dohody mezi Ministerstvem vnitra ČR a sdružením CZ.NIC provozuje správce domény .cz od ledna 2011 národní bezpečnostní tým CSIRT.CZ. Ten se podílí na řešení incidentů týkajících se kybernetické bezpečnosti v sítích provozovaných v České republice.

### Akademie
Specializované výukové centrum nabízí zájemcům možnost odborného vzdělávání v oblasti Internetu a internetových technologií. Lektory Akademie CZ.NIC jsou zaměstnanci sdružení, vysokoškolští pedagogové nebo odborníci z praxe.[zdroj?] Akademie CZ.NIC provozuje tři výuková centra – v Praze, Brně a Ostravě.

### Laboratoře
Vývojové a výzkumné pracoviště sdružení CZ.NIC, které se zabývá výzkumem v oblasti Internetu, internetovými protokoly, analýzami síťových provozů, pasivním i aktivním monitoringem a návrhem prototypů pro další vývoj v rámci CZ.NIC. Náplň práce Laboratoří CZ.NIC je zaměřena na prospěch lokální internetové komunity, nicméně přesah její práce je mezinárodní.[zdroj?]

### Jak na Internet
Seriál Jak na Internet je jedním z osvětových projektů sdružení CZ.NIC, správce národní domény .cz a provozovatele služby mojeID. Cílem tohoto projektu je přiblížit Internet s jeho možnostmi, klady, ale také zápory co nejširší skupině občanů České republiky. Diváci se tak budou moci seznámit s tématy, jako jsou například internetové identity, historie Internetu nebo komunikace přes Internet.[zdroj?]

### Edice CZ.NIC
Edice CZ.NIC je knižní edice, kterou v rámci osvětové činnosti od roku 2008 vydává sdružení CZ.NIC. Edice je zaměřena na odborné i populárně naučné publikace spojené s Internetem a jeho technologiemi. Knihy, vydávané pod licencí Creative Commons, jsou v elektronické podobě zdarma ke stažení.